# Elecciones provinciales de Santa Fe de 1928
Las elecciones generales de la provincia de Santa Fe de 1928 tuvieron lugar el domingo 5 de febrero del mencionado año con el objetivo de elegir 60 miembros de un Colegio Electoral Provincial, que a su vez se encargaría de elegir al Gobernador y al Vicegobernador para el período 1928-1932. A su vez serían renovadas 21 de las 41 bancas de la Cámara de Diputados y 6 de las 19 bancas del Senado Provincial. Fueron las quintas elecciones provinciales santafesinas desde la instauración del sufragio secreto.
El resultado fue una amplia victoria para el sector yrigoyenista de la Unión Cívica Radical (UCR), con Pedro Gómez Cello como candidato, que derrotó a la oficialista Unión Cívica Radical Unificada (UCR-U), cuyo abanderado era Héctor S. López. Gómez Cello logró el 50.32% de las preferencias y 36 de los 60 escaños del Colegio Electoral contra el 44.01% y 24 bancas de López. En el plano legislativo, el radicalismo yrigoyenista obtuvo 13 diputados contra 8 del radicalismo unificado, que sin embargo triunfó en la renovación senatorial con 4 bancas sobre 2. El Partido Demócrata Progresista (PDP), hasta entonces un tercer partido muy fuerte en la provincia, recibió solo un distante 5.43% de los votos y no logró consagrar a ninguno de sus candidatos. Los comicios, con una polarización de más del 94% entre Gómez Cello y López, rompieron el escenario de tres tercios (UCR, UCR-U y PDP) hasta entonces existente en la provincia.
El 7 de mayo de 1928 el Colegio Electoral Provincial eligió a Pedro Gómez Cello y Elías de la Puente por unanimidad con 60 votos.
Gómez Cello asumió su cargo el 9 de mayo de 1928. Su victoria consagró la elección de Hipólito Yrigoyen por arrollador margen para la presidencia de la república en abril. Sin embargo, los cargos electos no pudieron completar su mandato constitucional ya que fueron depuestos por el primer golpe de Estado exitoso de la historia argentina, el 6 de septiembre de 1930.